# Trefflé Berthiaume
Pour les articles homonymes, voir Berthiaume.
Trefflé Berthiaume, né le 4 août 1848 à Saint-Hugues et mort le 2 janvier 1915 à Outremont, est un typographe, journaliste, éditeur et homme politique québécois. De 1896 à jusqu'à sa mort en 1915, il est membre du Conseil législatif du Québec, l'ancienne chambre haute du parlement québécois.
Il est propriétaire du journal montréalais La Presse de 1894 à 1904 et de 1906 à 1913.

## Biographie
Berthiaume est né à Saint-Hugues, l'un des cinq enfants de Gédéon Berthiaume, menuisier, et Éléonore Normandin. Il n'a que quatre ans lors de la mort de son père. En 1859, après ses études primaires, il entre au Séminaire de Saint-Hyacinthe, mais n'y reste qu'une année, à cause de mauvais résultats scolaires. Il est ensuite apprenti chez un tailleur pendant plus de deux ans.
En 1863, il apprend le métier de typographe auprès des frères Lussier, propriétaires du Courrier de Saint-Hyacinthe. Pendant les années suivantes, il collabore à des journaux tels que Le Messager de Joliette (de 1863 à 1865), La Minerve (pendant 1865 et à partir de 1869), et La Gazette de Joliette (de 1866 à 1868). Il travaille aussi auprès de l'imprimeur John Lovell (en 1865) et à l'imprimerie du Montreal Witness (de 1868 à 1869). En 1870, il participe à la fondation du syndicat de l'Union typographique Jacques-Cartier, devient son président en 1882 et le demeure jusqu'en 1883. Il épouse à Montréal, en 1871, Elmina Gadbois.

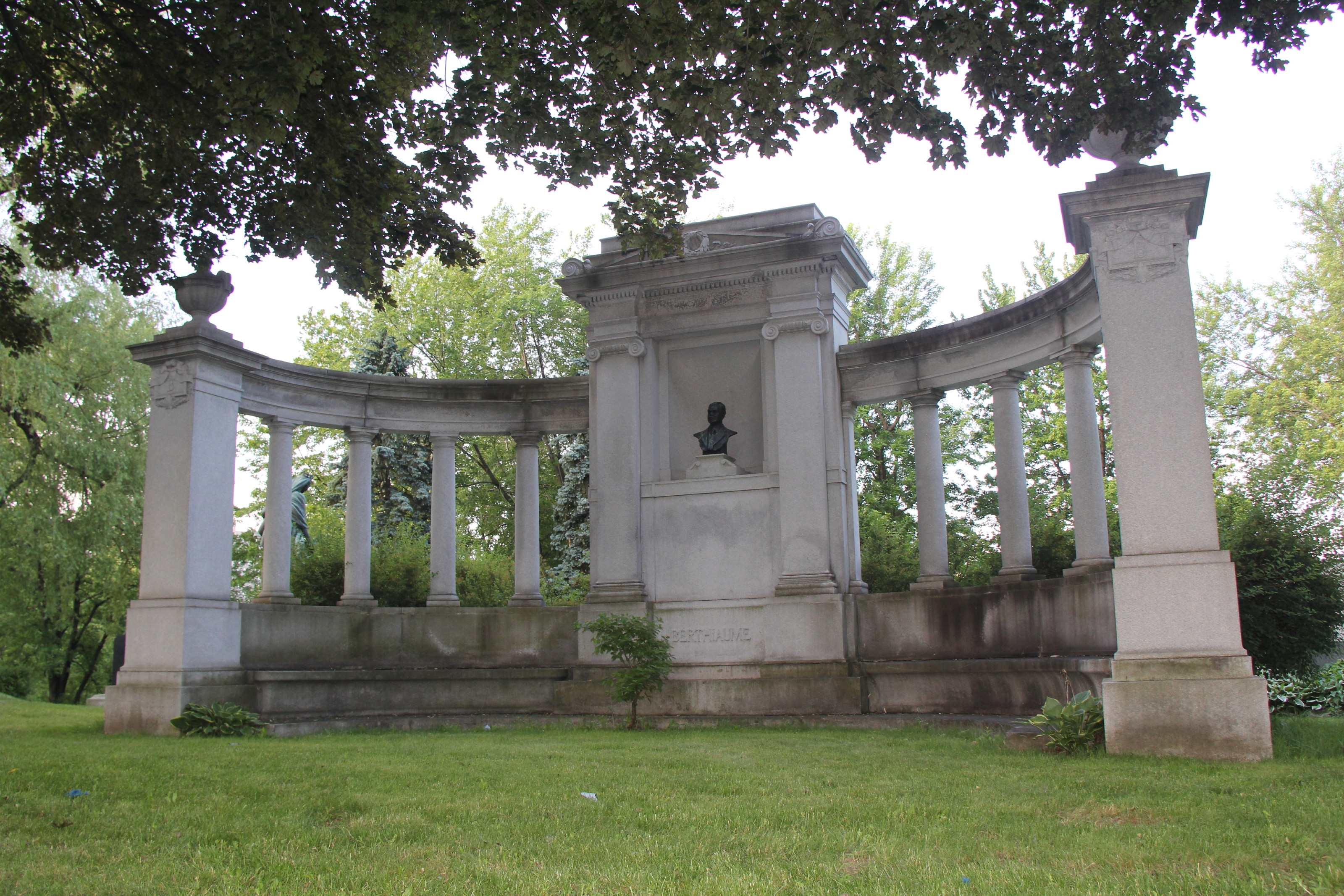
Pierre tombale de Trefflé Berthiaume au cimetière Notre-Dame-des-Neiges.

En 1883, avec George J. Gebhardt, il fonde la Gebhardt and Berthiaume Lithographing and Printing Company Limited. Il la dirige jusqu'au début des années 1890. En 1884, avec Napoléon Sabourin, il fonde la revue Le Monde illustré. En 1889, il signe un contrat d'affermage avec les quotidiens La Minerve et La Presse. Il devient alors responsable de l'administration, de la rédaction, de l'impression et de la distribution de ces journaux. Il devient ensuite propriétaire de La Presse en 1894. Ce journal accumule alors des dettes considérables depuis de nombreuses années.
Pendant les années 1890, Berthiaume reproduit dans La Presse des méthodes du journalisme américain. Il donne plus de place aux nouvelles et aux faits divers, augmente le nombre de pages, et introduit l'usage d'illustrations et de gros titres. Pendant cette période, le nombre de lecteurs de La Presse passe de 17 000 en 1890 à plus de 60 000 à la fin de la décennie. Vers 1895, le tirage dépasse celui du Montreal Daily Star, et la Presse devient le journal le plus important au Canada.
Berthiaume est nommé au Conseil législatif du Québec pour la division d'Alma en 1896. Il appuie d'abord le Parti conservateur, mais se rapproche des libéraux à la suite de leur élection, tant au niveau provincial que fédéral. Il vend La Presse à un groupe d'investisseurs opposé au Parti libéral en 1904, mais rachète ses parts en 1906 et devient l'unique propriétaire du journal en 1913. Il meurt à Outremont le 2 janvier 1915 et est inhumé au cimetière Notre-Dame-des-Neiges trois jours plus tard,.

## Hommages
La rue Berthiaume, dans la ville de Québec, est nommée en son honneur en 1922.